# Cucho Hernández
Juan Camilo ("Cucho") Hernández Suárez (Pereira, 22 april 1999) is een Colombiaans-Spaans voetballer die doorgaans speelt als spits. In februari 2025 verruilde hij Columbus Crew voor Real Betis. Hernández debuteerde in 2018 in het Colombiaans voetbalelftal.

## Clubcarrière
Hernández speelde in de jeugdopleiding van Deportivo Pereira en brak ook door bij die club. Gedurende twee seizoenen kwam de aanvaller tot drieëntwintig competitiegoals in vijfenvijftig wedstrijden. Zijn tweede seizoen leverde hem tevens de topscorerstitel op in de Primera B met twintig treffers. In de nazomer van 2016 nam Granada de Colombiaan over. Gedurende een half seizoen kwam Hernández bij de Spaanse club niet in actie en hierop werd hij verhuurd aan América de Cali.
In de zomer van 2017 nam Watford de aanvaller over van Granada. De Engelse club verhuurde hem direct aan Huesca. In het seizoen 2017/18 kwam Hernández zestien keer tot scoren en na de promotie naar de Primera División werd het huurcontract van de spits met één jaar verlengd. Na afloop van deze periode huurde RCD Mallorca de spits. Medio 2020 was Getafe de derde Spaanse club op rij die de aanvaller op huurbasis overnam van Watford. In het seizoen 2021/22 kreeg hij voor het eerst speeltijd in het eerste elftal van Watford, waarvoor hij vijfmaal scoorde in vijfentwintig competitieduels.
Medio 2022 werd Hernández voor een bedrag van circa negenenhalf miljoen euro overgenomen door Columbus Crew, waar hij per 1 juli voor drieënhalf jaar tekende. Met deze aankoop werd de Colombiaan de duurste aankoop in de clubhistorie. Nadat hij in 2023 en 2024 respectievelijk eenentwintig en negentien competitiedoelpunten had gemaakt werd hij door Real Betis overgenomen in februari 2025. Die club had zo'n dertien miljoen euro voor hem over en gaf hem een contract voor vijfenhalf jaar.

## Clubstatistieken
| Seizoen | Club              | Competitie          | Competitie | Competitie | Beker | Beker | Internationaal | Internationaal | Totaal | Totaal |
| Seizoen | Club              | Competitie          | Wed.       | Dlp.       | Wed.  | Dlp.  | Wed.           | Dlp.           | Wed.   | Dlp.   |
| ------- | ----------------- | ------------------- | ---------- | ---------- | ----- | ----- | -------------- | -------------- | ------ | ------ |
| 2015    | Deportivo Pereira | Primera B           | 22         | 3          | 1     | 0     | —              | —              | 23     | 3      |
| 2016    | Deportivo Pereira | Primera B           | 33         | 20         | 1     | 0     | —              | —              | 34     | 20     |
| 2016/17 | Granada           | Primera División    | 0          | 0          | 0     | 0     | —              | —              | 0      | 0      |
| 2017    | → América de Cali | Primera A           | 17         | 1          | 4     | 3     | —              | —              | 21     | 4      |
| 2017/18 | Watford           | Premier League      | —          | —          | —     | —     | —              | —              | 0      | 0      |
| 2017/18 | → Huesca          | Segunda División    | 35         | 16         | 1     | 0     | —              | —              | 36     | 16     |
| 2018/19 | → Huesca          | Primera División    | 34         | 4          | 0     | 0     | —              | —              | 34     | 4      |
| 2019/20 | → RCD Mallorca    | Primera División    | 22         | 5          | 2     | 0     | —              | —              | 24     | 5      |
| 2020/21 | → Getafe          | Primera División    | 23         | 2          | 0     | 0     | —              | —              | 23     | 2      |
| 2021/22 | Watford           | Premier League      | 25         | 5          | 3     | 0     | —              | —              | 28     | 5      |
| 2022    | Columbus Crew     | Major League Soccer | 16         | 9          | 0     | 0     | —              | —              | 16     | 9      |
| 2023    | Columbus Crew     | Major League Soccer | 33         | 21         | 1     | 0     | 3              | 3              | 37     | 24     |
| 2024    | Columbus Crew     | Major League Soccer | 29         | 13         | 0     | 0     | 12             | 6              | 41     | 25     |
| 2024/25 | Real Betis        | Primera División    | 0          | 0          | 0     | 0     | —              | —              | 0      | 0      |
| Totaal  | Totaal            | Totaal              | 289        | 105        | 13    | 3     | 15             | 9              | 307    | 117    |

Bijgewerkt op 12 februari 2025.

## Interlandcarrière
Hernández debuteerde op 17 oktober 2018 in het Colombiaans voetbalelftal, tijdens een met 3–1 gewonnen oefeninterland thuis tegen Costa Rica. Hij maakte die wedstrijd zowel de 2–1 als de 3–1. Hernández nam met Colombia –20 deel aan het WK –20 van 2019.
| Interlands van Cucho Hernández voor Colombia | Interlands van Cucho Hernández voor Colombia | Interlands van Cucho Hernández voor Colombia | Interlands van Cucho Hernández voor Colombia | Interlands van Cucho Hernández voor Colombia | Interlands van Cucho Hernández voor Colombia | Interlands van Cucho Hernández voor Colombia |
| №                                            | Datum                                        | Wedstrijd                                    | Uitslag                                      | Competitie                                   | Goals                                        |                                              |
| Als speler bij Huesca                        | Als speler bij Huesca                        | Als speler bij Huesca                        | Als speler bij Huesca                        | Als speler bij Huesca                        | Als speler bij Huesca                        | Als speler bij Huesca                        |
| -------------------------------------------- | -------------------------------------------- | -------------------------------------------- | -------------------------------------------- | -------------------------------------------- | -------------------------------------------- | -------------------------------------------- |
| 1                                            | 16 oktober 2018                              | Colombia – Costa Rica                        | 3 – 1                                        | Vriendschappelijk                            | 72', 90+2'                                   |                                              |
| Als speler bij Watford                       |                                              |                                              |                                              |                                              |                                              |                                              |
| 2                                            | 5 juni 2022                                  | Saoedi-Arabië – Colombia                     | 0 – 1                                        | Vriendschappelijk                            |                                              |                                              |
| Als speler bij Columbus Crew                 |                                              |                                              |                                              |                                              |                                              |                                              |
| 3                                            | 28 januari 2023                              | Verenigde Staten – Colombia                  | 0 – 0                                        | Vriendschappelijk                            |                                              |                                              |
| 4                                            | 16 december 2023                             | Mexico – Colombia                            | 2 – 3                                        | Vriendschappelijk                            |                                              |                                              |
| 5                                            | 10 oktober 2024                              | Bolivia – Colombia                           | 1 – 0                                        | WK 2026 kwalificatie                         |                                              |                                              |

Bijgewerkt op 12 februari 2025.

## Erelijst
| Major League Soccer | 1 | 2023 |
| Leagues Cup         | 1 | 2024 |